# Josep Maria Pladevall i Fontanet
Josep Maria Pladevall i Fontanet (Sabadell, 21 de maig de 1956) és un professor de flauta de bec i compositor català.

## Biografia
Va estudiar al Conservatori Superior Municipal de Música de Barcelona –amb J. Poch, Manuel Oltra, J. Soler i C. Guinovart– i feu els estudis superiors de flauta de bec amb Romà Escalas i amb Marijke Miessen. Ha cantat al Cor Madrigal –sota la direcció de Manuel Cabero– i a la Coral Belles Arts de Sabadell –amb Lluís Vila de director–. Com a flautista, ha tocat amb els grups Quartet de Bec Frullato i Bec a Quatre, amb els quals ha treballat la música del segle XX escrita especialment per a quartet de flautes de bec. Ha escrit més d'un centenar de peces musicals i ha guanyat diferents premis de composició. Des de 1985 és membre de l'Associació Catalana de Compositors. Ha publicat llibres de caràcter didàctic per a la flauta de bec. Va exercir de professor de flauta de bec al Conservatori Professional i Escola de Música de Sabadell fins que es va jubilar l'any 2021.

## Obres[1]
- Passera sobre el mar, cor mixt (1982)
- El dia colliràs, baríton i 3 flautes de bec (1983)
- Tres nadales, quartet de flautes de bec (1982-1984)
- Cinc cançons de la lluna al barret, soprano i piano (1985)
- Obertura, 2 violins, viola, violoncel i clave (o piano) (1985)
- Cantata del mussol en sol, cor a 2 veus blanques, solistes i orquestra 2.1.2.1. - 1.1.0.0.- timp., perc., pno. i corda (1985)
- Confidències - Xerradissa, 2 flautes i piano (1985-1986)
- Cinc preludis per a arpa, arpa (1987)
- Nonet, fl., ob., cl., fag., pno., Vl., Vla., Vc. i perc. (1987)
- Cinc nadales, quartet de flautes de bec (1980-1987)
- Trio-Suite, flauta, oboè i fagot (1988)
- Epigrames, piano (1989)
- Tres nadales, quartet de flautes de bec (1988-1990)
- Interacció, 2 pianos (1991)
- Dona'm la mà, cor mixt (1992)
- Scherzo, quartet de flautes de bec (1992)
- Trio de corda, violí, viola i violoncel (1992)
- Amor meu, cor mixt (1993)
- Soliloqui, violoncel (1993)
- Al món, tenor i piano (1995)
- Trio, clarinet, corno di bassetto i piano (1993)
- Saeta, viola i guitarra (1994)
- El camí fet, soprano i orgue (1995)
- Petita Suite, 2 trompetes, trompa i 2 trombons (1996)
- Tríptic, flauta de bec (1996)
- Tres aproximacions, flauta de bec (1996)
- Cadència, violoncel solo i fl., cl., fag., tp., trp., trb., pno., Vl., Vla. i Cb. (1997)
- En una nit així (Nocturn), fl., cl., fag., tp., trp. i trb.
- Sonata per a violoncel i piano n. 1, violoncel i piano (1997)
- Salm 6, No em reptis pas amb duresa, cor mixt (1997)
- Salm 108, Et lloaré enmig dels pobles, cor mixt (1997)
- Poema sonor, Orquestra 2.2.2.2.- 4.2.2.1.- timp., perc. i corda (1998)
- Partita, flauta de bec i piano (1999)
- Tirallonga dels monosíl·labs, soprano i contrabaix (1999)
- Set peces fàcils, 3 trompetes, trompa i trombó (1999)
- Nocturn, mezzosoprano i piano (1999)
- Vela blanca damunt de la mar, soprano i piano (1999)
- Música per a violoncels, quartet de violoncels o orquestra de Vc. (2000)
- Música per a cordes, orquestra de corda (2000)
- Abstraccions, 2 tenores i piano (2000)
- Secrets, mezzosoprano i piano (2002)
- Vora la mar, baix i quartet de corda (2002)
- Blancaneus, cor de veus blanques, fl., cl., sax. ten. i pno.
- Miratges, flauta de bec i marimba (2004)
- Los sueños dialogados, cor de cambra i piano (o quintet de corda) (2005)
- Dolç àngel de la mort, mezzosoprano i piano (o quartet de corda) (2005)
- Cançons a Mahalta, baix i piano (2006) (versió per a mezzosoprano i piano o orquestra de corda)
- El cargol i l'herba de poniol, conte musical per a preescolar, narrador, cor, 2 flautes i piano (2006)
- Septet, fl., cl., fag., pno., Vl., Vla. i Vc. (2007)
- Tema amb variacions, piano (2007)
- El pastor i el llop, conte musical per a preescolar, narrador, cor i piano (2008)
- Com si de sempre, baix i piano (o fl., ob., cl., fag., trp., arp., Vl., Vla., Vc. i Cb.) (2008)
- Cançó i dansa, orquestra de corda (2008)
- Sextet de corda, 2 violins, 2 violes i 2 violoncels (2009)
- Salve regina, O dulcis Virgo Maria, cor de 3 veus blanques (2009)
- Cançons per a cor i guitarra, cor mixt i guitarra (2009)
- El poeta adolescent, quartet vocal o cor mixt (2010)
- La moto, cor mixt (2010)
- Abecedari musical, piano (2010)
- Flors de Miracruz, soprano, cor mixt i orgue (2012)
- Bestiolari, orquestra de corda (2013)
- Cinc poemes davant la mar, cor mixt a 6 veus (2013)
- Sonata per a violoncel i piano n. 2, violoncel i piano (2013)
- Balada i rondó, clarinet i piano (2014)
- Nocturn per a acordió, cor mixt i acordió (2014), estrenat per la Coral Belles Arts de Sabadell el 20 de juny de 2015[3]
- Meninos, òpera per a joves amb solistes, cor i orquestra (2015)
- Salve Regina, mater misericordiae, cor d'homes (2016)
- Bagatel·les per a joves pianistes, piano (2018)
- La sirena, soprano i piano (2018)
- Quartet de corda (2019)
- Cançoner de poesia popular catalana, vol. I, veu i piano (2019)
- Els segadors, Himne de Catalunya, cor mixt (2019)
- Sonata per a violoncel i piano n. 3, violoncel i piano (2020)
- Cançoner de poesia popular catalana, vol. II, veu i piano (2020)
- Cançoner de poesia popular catalana, vol. III, veu i piano (2021)
- Trencadís d'aigua, flauta i piano (2021)
- Brins d'espígol, cor mixt o cor a 3 veus (STB) (2021)
- Un dia qualsevol, set peces per a guitarra (2021)
- Pols d'estels, guitarra (2021)
- Cançoner de poesia popular catalana, vol. IV, veu i piano (2022)
- Estances, per a piano (2022)